# بشر بن مروان
بشر بن مروان ملقب به ابومروان، حاکم عراق در زمان خلافت بنی امیه، عبدالملک بن مروان.
بشر از فرزندان مروان بن حکم رئیس خلافت مروانی و مادرش نیز از خاندان اموی بود. تولد او را می‌توان بین سال‌های ۳۰ تا ۳۵ هجری قمری / ۶۵۱ و ۶۵۵ میلادی دانست. وی در ۷۴ یا 75 AH / ۶۹۳ یا ۶۹۴ میلادی درگذشت.

## زندگی و فعالیت‌ها
بشر در سال ۶۸۴ یکی از سران بنی کلب را درنبرد مرج راهط کشت. پیروزی بنی امیه در برابر حامیان خلیفه رقیب مستقر در مکه عبدالله بن الزبیر، خلافت مروان را در سوریه تثبیت کرد.
در آغاز سال ۶۸۵ هنگامی که بشر مصر را از دست عبدالرحمن بن عتبه الفهریوالی آن خارج کرد، مروان او را همراهی کرد. مروان یکی از پسران خود به نام عبدالعزیز را به خلافت مصر گماشت و فرمانداری مصر را بشر سپرد تا بشر را همراه عبدالعزیز از بقیه بستگانش در سوریه دور نگه دارد. روابط بین برادران ممکن است تیره شده باشد و بشر مجبور به بازگشت به سوریه شده باشد. تا آن زمان، تاج و تخت خلافت به پسر دیگر مروان، عبدالملک (ح. ۷۰۵–۶۸۵) رسید.
در سال ۶۴ پس از پایان جنگ با مصعب بن زبیر که بشار نیز در آن شرکت داشت، خلیفه عبدالملک او را به حکومت کوفه برگزید.
خلیفه در سال ۷۳ علاوه بر برکوفه، حکومت بصره را نیز به او داد
بشر عمرو بن حورث مخزومی را به عنوان نماینده خود برای حکومت کوفه برگزید و خود به بصره رفت. بشر در بدو ورود به بصره از بیماری پنهان یا نوعی بیماری عفونی رنج می‌برد و به گفته ابن عساکر در سال ۷۴ و به نوشته ذهبی اندکی پس از ۴۰ سالگی در سال ۷۵ درگذشت.
بشر با شاعران معاشرت می‌کرد و شاعران را به عنوان همنشین و همراه خود انتخاب می‌کرد، با توجه به حال و هوای عراق آن عصر جالب است.
گفته شده‌است که بشر خود شعر می‌سرود و روابط بشر بن مروان با شاعران باعث شد که نویسندگان سده‌های نخستین هجری به نگارش نوشته‌های تاریخی آمیخته با ادبیات بپردازند.